# Michael Huber (Mathematiker)
Michael Huber (* 22. Dezember 1972 in Geislingen/Steige) ist ein deutscher Mathematiker, Informatiker und Manager.

## Biographie
Huber studierte im Doppelstudium Mathematik und Germanistik an der Universität Tübingen und der University of Massachusetts Amherst. In den folgenden zwei Jahren promovierte er 2001 in Mathematik bei Christoph Hering an der Universität Tübingen, 2006 habilitierte er sich dort. 2007 und 2008 war er Gastprofessor bei Günter Ziegler an der Technischen Universität Berlin. Von 2008 bis 2012 forschte Huber mit einem Heisenberg-Stipendium in Diskreter Mathematik und Theoretischer Informatik an der Universität Tübingen, seit 2012 ist er dort außerplanmäßiger Professor. 
Hubers Forschungsarbeiten liegen auf den Gebieten der Kombinatorik, Codierungs- und Informationstheorie, Informationssicherheit und Kryptographie sowie Algorithmen und  Datenvisualisierung.
Von 2012 bis 2024 war er hauptberuflich in verschiedenen Management-Positionen der Daimler AG (heute Mercedes-Benz Group) tätig, u. a. in praktischen Anwendungsbereichen von Business Intelligence und Data Science. Seit Januar 2025 ist er Senior Vice President und Head of Corporate Audit bei Fresenius.
Michael Huber ist verheiratet und hat drei Kinder.

## Preise und Auszeichnungen
- Heisenberg-Programm der Deutschen Forschungsgemeinschaft (DFG), 2007
- Heinz-Maier-Leibnitz-Preis[3] der DFG, 2008

## Bücher
- Flag-transitive Steiner Designs. Birkhäuser, 2009, ISBN 978-3-03-460001-9.
- Combinatorial Designs for Authentication and Secrecy Codes. 2010, Now Publishers, ISBN 978-1-60198-358-9.

## Schriften (Auswahl)
- Perfect secrecy systems immune to spoofing attacks. International Journal of Information Security, Vol. 11, pp. 281–289, Springer, 2012
- Efficient two-stage group testing algorithms for genetic screening. Algorithmica, Vol. 67, pp. 355–367, Springer, 2013
- Mit A. Gruner: Low-density parity-check codes from transversal designs with improved stopping set distributions. IEEE Transactions on Communications, Vol. 61, pp. 2190–2200, IEEE Press, 2013
- Mit J. Bertram, P. Hauck: An improved majority-logic decoder offering massively parallel decoding for real-time control in embedded systems. IEEE Transactions on Communications, Vol. 61, pp. 4808–4815, IEEE Press, 2013
- Mit A. Lehrmann, A.C. Polatkan, A. Pritzkau, K. Nieselt: Visualizing dimensionality reduction of systems biology data. Data Mining and Knowledge Discovery, Vol. 27, pp. 146–165, Springer, 2013